# ミドブ人
ミドブ人（Midob_people）はスーダンのダルフールにあるミドブ丘陵の民族集団。
ミドブ人はヌビア諸語の一つであるミドブ語を話す(ナイル・サハラ語族の一部)。
ミドブ人の人口は50,000人を超える可能性がある。

## 起源
ミドブ人の起源はスーダン北部のメロエ王国(クシュ王国)に遡ると主張されている。ヌビア諸語とメロエ語の言語学的関係はまだ議論されているため、言語学がミドブ人の起源を裏付けているかは定かではない。それにもかかわらず、ブラウン(The history Of Sudanese Tribes)のような歴史家はミドブ人はヌビア文明の支配者であり、その起源は古代エジプトのファラオにまで遡ることができると述べている。